# École de cavalerie de Saumur
L'École de cavalerie (EC), anciennement École d'application de l'arme blindée cavalerie (EAABC), est un établissement de formation de l'armée de terre française situé à Saumur (Maine-et-Loire). Elle est installée dans le quartier du même nom.

## Mission actuelle
La mission actuelle de l'école est d'instruire tous les cadres (officiers et sous-officiers) des unités blindées de l'armée de terre, au combat blindé et de reconnaissance :
- les capitaines sont instruits pour prendre le commandement d'un escadron ;
- les lieutenants, sous-lieutenants et aspirants suivent la formation de chef de peloton blindé ;
- les sous-officiers apprennent à être chef d’engin blindé ou adjoint de peloton ;
- les moyens techniques de simulation permettent la préparation opérationnelle des personnels ;
- l'école assure aussi la veille technologique et la réflexion prospective sur la fonction de l'arme blindée[2].

## Histoire
En 1763, Louis XV réorganise la cavalerie française par l'intermédiaire du duc de Choiseul, lui-même piètre cavalier, qui veut créer cinq écoles à Douai, Metz, Besançon, Cambrai et une brigade du Royal Carabinier à Angers. L'évêque d'Angers voyant d'un mauvais œil l'arrivée de ces carabiniers coureurs de jupon, s'arrange pour les expédier à Saumur, pensant pénaliser ainsi cette ville longtemps protestante. Cette école, gérée et encadrée par le « corps royal des carabiniers », y accueille les officiers de tous les régiments de cavalerie. Dès 1771, elle devient le seul centre d'instruction des cavaliers militaires, remplaçant les cinq écoles créées en 1763. Elle fonctionnera jusqu'en 1788.
À la fin de l'an 1814, Louis XVIII crée à Saumur l'École d'instruction des troupes à cheval. Son activité allant décroissant à partir de 1822, cette école fut régénérée par Charles X sous le nom d'École royale de cavalerie renommée ultérieurement École impériale de cavalerie de Saumur. Un manège militaire et un manège d'académie composaient l'essentiel des structures.
À partir de 1830, avec la disparition de l'École de Versailles, Saumur devient la seule école dépositaire de la tradition équestre française.
L'école est hébergée depuis son origine dans le quartier du régiment des carabiniers, magnifique bâtiment du XVIIIe siècle.
Son savoir-faire est reconnu dans le monde entier, l'excellence de son art s'exprimant alors dans le Cadre noir, formation dédiée au dressage équestre. Saumur devient ainsi la capitale française de l'équitation.

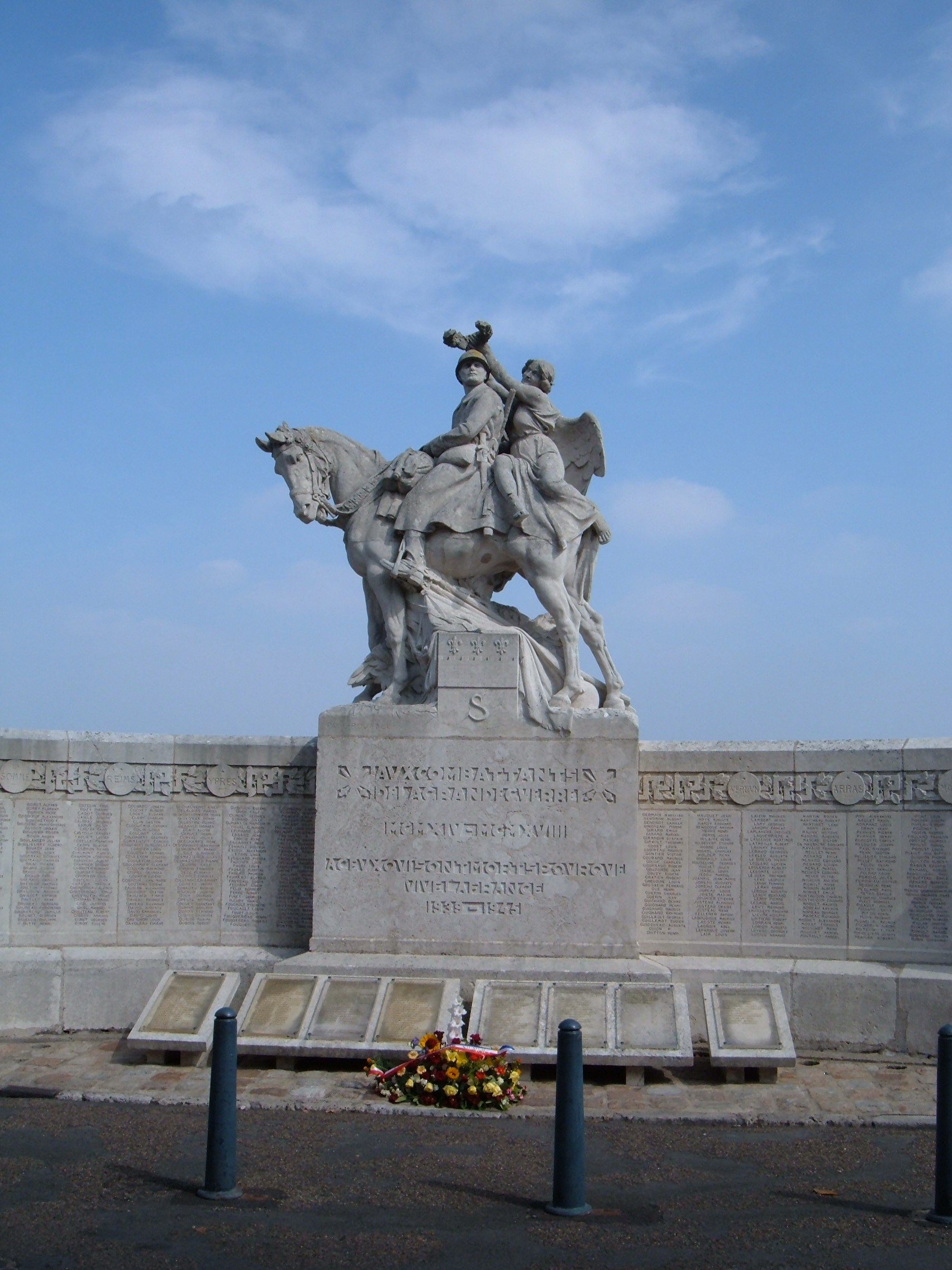
Le monument aux morts commémorant 1914-1918 et 1939-1945.

Du 18 au 20 juin 1940, l'école de cavalerie de Saumur avec l'ensemble de ses cadres et de ses élèves, les cadets de Saumur, sous les ordres du colonel Michon assure sur le secteur la résistance à l'invasion allemande, « jusqu'à l'extrême limite de ses moyens de combat, éprouvant de lourdes pertes, et inscrivant dans les fastes de la cavalerie une page digne entre toutes de son glorieux passé ».
L'école se réorganise ensuite à Tarbes, puis se dissout lors de l'invasion de la zone libre (1942).
À l'issue de la Seconde Guerre mondiale, la cavalerie (principalement chargée de la reconnaissance) et les chars de combat fusionnent pour donner naissance à l'arme blindée et cavalerie (ABC). L'École de Saumur en devient le centre d'instruction. En 1972, l'École nationale d'équitation se constitue autour du Cadre noir de Saumur.
L'école prend son nom actuel le 1er août 2009.

### Noms successifs
| - 1763 : École des Carabiniers. - 1814 : École d'instruction des troupes à cheval. - 1825 : École royale de cavalerie. - 1839 : École de cavalerie. - 1852 : École impériale de cavalerie. | - 1872 : École d'application de la cavalerie. - 1929 : École d'application de la cavalerie et du train. - 1945 : École d'application de l'arme blindée et de la cavalerie. - 2009 : École de cavalerie. |

### Commandants de l'école
- 1763 : marquis de Poyanne
- 1770 : comte de Chabrillan[8]
- 1782 : chevalier de Malseigne
- 1814 : lieutenant-général Levesque de Laferrière
- 1818 : général Latour Foissac
- 1820 : général Gentil de Saint-Alphonse
- 1825 : général Oudinot
- 1830 : général Delaitre
- 1831 : général de Morell[9]
- 1838 : général de Brack
- 1839 : général Prévost
- 1845 : général Budan de Russé
- 1850 : général de Goyon
- 1852 : général de Rochefort
- 1859 : général Bruno
- 1861 : général Crespin
- 1869 : général Michel
- 1872 : général Thornton
- 1875 : général L’Hotte
- 1880 : colonel des Roys
- 1882 : général Danloux
- 1889 : général Jacquemin
- 1892 : général Massiet
- 1893 : colonel (puis général) Raimond
- 1899 : général de La Celle (arrive le soir du 25 février, prend le commandement le 27 février)[10]
- 1901 : colonel (puis général) Dubois
- 1905 : colonel (puis général) Mazel
- 1910 : général Bourdériat
- 1912 : colonel Anselin
- 1913 : colonel (puis général) Morell
- 1919 : colonel (puis général) Thureau
- 1925 : général Lafont
- 1929-1931 : général Marin de Montmarin
- 1931-1935 : général de Fornel de La Laurencie
- 1935-1938 : général Petiet
- 1938-1939 : général Bridoux
- 1939-1940 : colonel de La Font
- 1940 : colonel Michon
- 1940-1944 : général Méric de Bellefon
- 1944-1945 : colonel Préclaire
- 1945-1946 : colonel Lecoq
- 1946 : colonel Miquel
- 1946-1947 : général Durosoy
- 1947-1950 : général Girot de Langlade
- 1950-1952 : général Noiret
- 1952-1955 : général Pernot du Breuil
- 1955-1958 : général de Clerck
- 1958-1961 : général de Berterèche de Menditte
- 1961-1963 : général Alefsen de Boisredon
- 1963-1965 : général Marzloff
- 1965-1968 : général de Galbert
- 1968-1971 : général Crémière
- 1971-1973 : général Noël Boucher
- 1973-1976 : général Lucien Guinard
- 1976-1979 : général Delaunay
- 1979-1981 : général Dominique Gourlez de La Motte
- 1981-1984 : général Robert
- 1984-1987 : général Codet
- 1987-1991 : général Arnold
- 1991-1994 : général Bonavita
- 1994-1996 : général Patrick Boucher
- 1996-1998 : général Pelletier
- 1998-2000 : général Lafontaine
- 2000-2002 : général Philippe Gallineau[11]
- 2002-2005 : général Pierre Garrigou Grandchamp[12]
- 2005-2007 : général Hervé de Parseval[13]
- 2007-2009 : général Frank Le Bot[14]
- 2009-2012 : général Arnaud Rives[15].
- 2012-2014 : général Arnaud Sainte-Claire Deville[16]
- 2014-2016 : général Patrice Dumont Saint Priest
- 2016-2017 : général Arnaud Nicolazo de Barmon
- 28 août 2017 - 1er août 2019 : colonel (puis général) Benoît Paris[17]
- 1er août 2019 - 1er août 2021 :   général Alexandre Nimser
- 1er août 2021 - 5 juillet 2023 : général Emmanuel Charpy[1]
- depuis le 6 juillet 2023 : général Benoît Aumonnier[18]

## Musée
L'école a abrité le Musée des Blindés Général Estienne, qui a  investi ses propres locaux sur les hauteurs de la ville. Seul le Musée de la cavalerie y est présent.

## Décorations portées au drapeau de l'Ecole
- Officier de la Légion d'honneur Légion d'honneur;
- Croix de guerre 1939-1945 avec citation à l'ordre de l'armée (pour les combats de 1940);
- Croix de guerre des Théâtres d'opérations extérieurs avec citation à l'ordre de l'armée (1955).

## Images

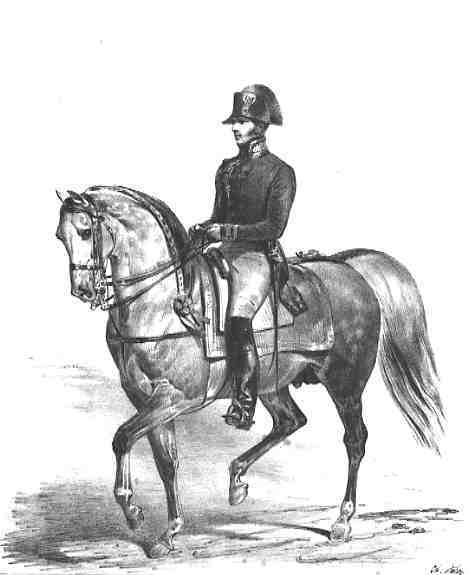
Un écuyer professeur à Saumur en 1833
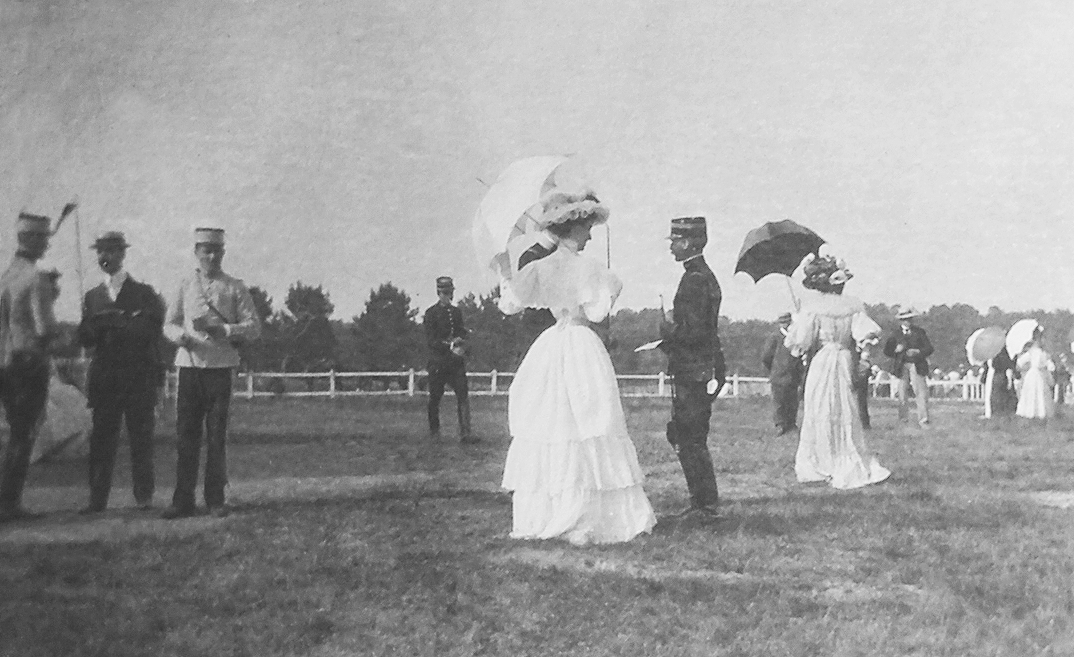
Le colonel Mazel en discussion avec Louise Courmes (1905)
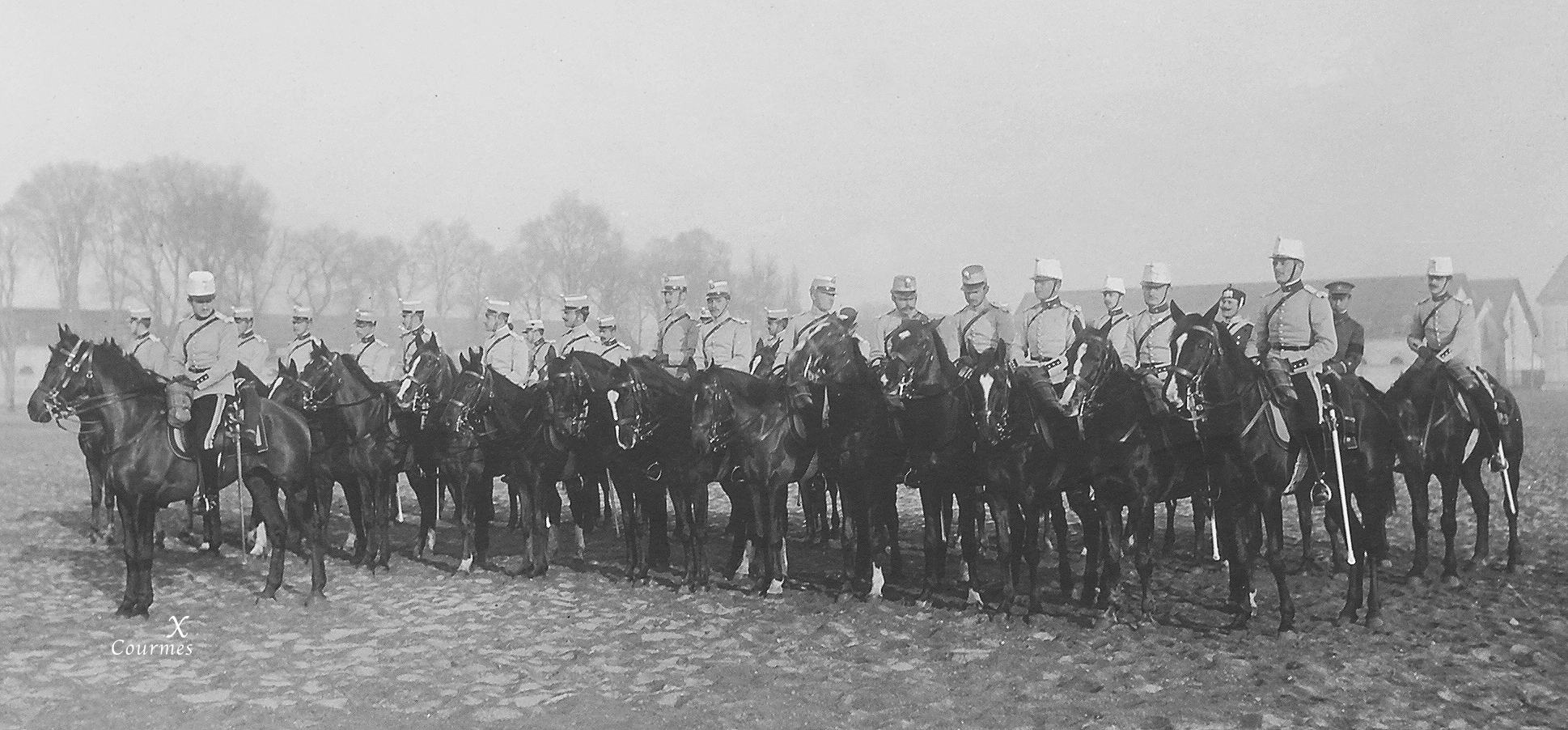
École de cavalerie de Saumur (1907-1909)